# Otto Meyer (Turner)
Otto Meyer (* 19. Jahrhundert; † 20. Jahrhundert) war ein französischer Kunstturner.

## Biografie
Otto Meyer aus Levallois-Perret nahm an den Olympischen Sommerspielen 1900 in Paris teil. Im Einzelmehrkampf belegte er den 77. Platz.